# ريتشارد ريتر
ريتشارد ريتر (بالإنجليزية: Richard Ritter)‏ هو فنان زجاج ‏ أمريكي، ولد في 1940 في ديترويت في الولايات المتحدة.